# بيغين هيل
بيغين هيل هي مدينة صغيرة في لندن الكبرى ، إنجلترا، وتقع داخل لندن بورو من بروملي. تقع بالقرب من الحدود مع منطقة تاندريدج في سري بالإضافة إلى منطقة سفناوكس في كنت. قبل أبريل 1965، كانت تشكل جزءاً من مقاطعة كينت. وهي واحدة من أعلى مستوطنات لندن الكبرى، مع ارتفاع يتراوح من 170 متر (560 قدم) إلى أكثر من 210 متر (690 قدم) فوق مستوى سطح البحر.